# Resolució 1298 del Consell de Seguretat de les Nacions Unides
La Resolució 1298 del Consell de Seguretat de les Nacions Unides fou adoptada per unanimitat el 17 de maig de 2000. després de reafirmar les resolucions 1177 (1998), 1226 (1999), 1227 (1999) i 1297 (1999) sobre la situació entre Eritrea i Etiòpia, el Consell va condemnar les contínues hostilitats i va imposar un embargament d'armes als dos països.
El Consell de Seguretat va recordar una petició als Estats membres per posar fi a les vendes d'armes a Etiòpia i Eritrea en la Resolució 1227. Va deplorar els combats en curs entre els dos països i va lamentar que tots els recursos d'aquests països es desviessin cap al conflicte que tenia un efecte negatiu en els esforços per fer front a la crisi alimentària en curs. Es necessitava una solució pacífica i les discussions inicials sota les auspicis de l'Organització de la Unitat Africana (OUA) acabaven de finalitzar. Al mateix temps, el Consell va determinar que la situació era una amenaça per a la pau i la seguretat a la regió.
Actuant sota el Capítol VII de la Carta de les Nacions Unides, els combats entre Etiòpia i Eritrea van ser fortament condemnats i el Consell de Seguretat va exigir que ambdues parts es retiressin i reprenguessin les converses el més aviat possible. Es va impedir a tots els països de vendre armes, munició i tota l'assistència tècnica o formació relacionada a Eritrea i Etiòpia. Només els equips militars no letals per a ús humanitari van ser exclosos de l'embargament d'armes. Es va establir un Comitè del Consell de Seguretat per controlar el compliment de l'embargament, augmentar la seva efectivitat, investigar les violacions i determinar els casos que s'exclouen de les seves disposicions. Tots els països havien d'informar en un termini de 30 dies sobre els passos que van adoptar per implementar les mesures, que s'aplicarien durant un període de 12 mesos.
Finalment, es va demanar al secretari general Kofi Annan que informés en un termini de 15 dies i cada 60 dies després de l'aplicació de la resolució actual. El Consell va declarar que el bloqueig es cancel·laria si s'acordés una solució pacífica del conflicte.
L'eficàcia de l'embargament d'armes va ser qüestionada per diplomàtics que van recordar que ambdós països tenien suficients reserves d'armes i municions per tot l'any.